# Tabernaemontana siphilitica
Tabernaemontana siphilitica är en oleanderväxtart som först beskrevs av Carl von Linné d.y., och fick sitt nu gällande namn av A.J.M. Leeuwenberg. Tabernaemontana siphilitica ingår i släktet Tabernaemontana och familjen oleanderväxter. Inga underarter finns listade i Catalogue of Life.